# Nhài nhiều hoa
Nhài nhiều hoa hay còn gọi lài nhiều hoa (danh pháp khoa học: Jasminum multiflorum) là loài thực vật có hoa thuộc họ Oleaceae, được (Burm. f.) Andrews mô tả khoa học lần đầu năm 1807.
Cây có nguồn gốc từ Ấn Độ, Nepal, Bhutan, Lào, Miến Điện, Thái Lan và Việt Nam. Nhài nhiều hoa được nhân giống trồng rộng rãi nhiều nơi trên thế giới khu vực nhiệt đới và cận nhiệt đới vì sự nổi bật của hoa và hương thơm quyến rũ.